# Karin Glasell
Karin Glasell, née le 11 juillet 1912 à Hosjö et morte 1er août 1989 à Falun, est une artiste textile et peintre suédoise.

## Biographie
Karin Glasell naît le 11 juillet 1912 à Hosjö.
Elle est la fille de Theodor Glasell (sv) et d'Olga Sofia Nilsson, ainsi que la sœur d'Ingrid Käller (sv). Elle fréquente l'école de tissage de Johanna Brunsson à Stockholm en 1933-1934 et étudie l'art pendant ses voyages à Londres et à Paris.
Elle meurt le 1er août 1989 à Falun.